# Liste des pays participants aux Jeux olympiques d'été
Navigation
- 1896
- 1900
- 1904
- 1908
- 1912
- 1916
- 1920
- 1924
- 1928
- 1932
- 1936
- 1940
- 1944
- 1948
- 1952
- 1956
- 1960
- 1964
- 1968
- 1972
- 1976
- 1980
- 1984
- 1988
- 1992
- 1996
- 2000
- 2004
- 2008
- 2012
- 2016
- 2020
- 2024
- 2028
- 2032

Liste des pays dont les athlètes ont participé aux Jeux olympiques d'été par ordre d'année d'apparition et par ordre alphabétique. En 2024, la seule nation souveraine à n'avoir jamais concouru aux Jeux olympiques est le Vatican.

## Pays entrants par année
| Jeux                                          | Lieu                          | Pays entrants | Total |
| --------------------------------------------- | ----------------------------- | --- | ----- |
| 1896                                          | Athènes (Grèce)               | Allemagne, Autriche, Australie, Bulgarie, Chili, Danemark, États-Unis, France, Royaume de Grèce, Hongrie, Italie, Royaume-Uni, Suède et Suisse. | 14,   |
| 1900                                          | Paris (France)                | Argentine, Belgique, Bohême, Canada, Cuba, Espagne, Inde, Norvège, Pays-Bas, Roumanie et Russie. | 11,   |
| 1904                                          | Saint Louis (États-Unis)      | Afrique du Sud | 1     |
| 1908                                          | Londres (Grande-Bretagne)     | Finlande, Empire ottoman. | 2     |
| 1912                                          | Stockholm (Suède)             | Égypte, Islande, Japon, Luxembourg, Portugal, Serbie. | 6     |
| 1916                                          | Berlin (Allemagne)            | Ces Jeux n'ont pas été organisés à cause de la Première Guerre mondiale | 0     |
| 1920                                          | Anvers (Belgique)             | Brésil, Estonie, Monaco, Nouvelle-Zélande, Tchécoslovaquie, Yougoslavie. | 6     |
| 1924                                          | Paris (France)                | Équateur, Haïti, État libre d'Irlande, Lettonie, Lituanie, Mexique, Philippines, Pologne, Turquie, Uruguay. | 10    |
| 1928                                          | Amsterdam (Pays-Bas)          | Malte, Panama, Rhodésie du Sud. | 3     |
| 1932                                          | Los Angeles (États-Unis)      | Colombie, République de Chine | 2     |
| 1936                                          | Berlin (Allemagne)            | Afghanistan, Bermudes, Bolivie, Costa Rica, Liechtenstein, Pérou. | 6     |
| 1940                                          | Tokyo (Japon)                 | Ces Jeux n'ont pas été organisés à cause de la Seconde Guerre mondiale | 0     |
| 1944                                          | Londres (Grande-Bretagne)     | Ces Jeux n'ont pas été organisés à cause de la Seconde Guerre mondiale | 0     |
| 1948                                          | Londres (Grande-Bretagne)     | Birmanie, Corée du Sud, Guyane britannique, Irak, Iran, Jamaïque, Liban, Pakistan, Porto Rico, Singapour, Sri Lanka, Syrie, Trinité-et-Tobago, Venezuela. | 14    |
| 1952                                          | Helsinki (Finlande)           | Antilles néerlandaises, Bahamas, Corée du Nord, Ghana, Guatemala, Hong Kong, Indonésie, Israël, Nigeria, Protectorat de Sarre, Thaïlande, Union soviétique, Viêt Nam. | 13    |
| 1956                                          | Melbourne (Australie)         | Éthiopie, Fidji, Kenya, Liberia, Malaisie, Ouganda. | 6     |
| 1960                                          | Rome (Italie)                 | Émirats arabes unis, Maroc, Paraguay, Saint-Marin, Soudan, Tunisie. | 6     |
| 1964                                          | Tokyo (Japon)                 | Algérie, Cambodge, Cameroun, Côte d'Ivoire, Madagascar, Mali, Mongolie, Népal, Niger, République du Congo, République dominicaine, Sénégal, Tanzanie, Tchad, Zambie. | 15    |
| 1968                                          | Mexico (Mexique)              | République démocratique allemande, Allemagne de l'Ouest, Barbade, Belize, Guinée, Honduras, Îles Vierges des États-Unis, Koweït, Libye, Nicaragua, Papouasie-Nouvelle-Guinée, République démocratique du Congo, République centrafricaine, Salvador, Sierra Leone, Suriname.                                               | 16    |
| 1972                                          | Munich (Allemagne de l'Ouest) | Albanie, Arabie saoudite, Bénin, Burkina Faso, Gabon, Haute-Volta, Lesotho, Malawi, Somalie, Swaziland, Togo. | 10    |
| 1976                                          | Montréal (Canada)             | Andorre, Antigua-et-Barbuda, Îles Caïmans. | 3     |
| 1980                                          | Moscou (Union soviétique)     | Angola, Botswana, Chypre, Jordanie, Laos, Mozambique. | 6     |
| 1984                                          | Los Angeles (États-Unis)      | Bahreïn, Bangladesh, Bhoutan, Djibouti, Gambie, Grenade, Guinée équatoriale, Îles Salomon, Îles Vierges britanniques, Maurice, Mauritanie, Oman, Qatar, Rwanda, Samoa, Taipei chinois (Taïwan), Tonga, Yémen. | 18    |
| 1988                                          | Séoul (Corée du Sud)          | Aruba, Îles Cook, Guam, Maldives, Samoa américaines, Vanuatu. | 6     |
| 1992                                          | Barcelone (Espagne)           | Bosnie-Herzégovine, Croatie, Namibie, Slovénie, Équipe unifiée de l’ex-URSS. | 4     |
| 1996                                          | Atlanta (États-Unis)          | Arménie, Azerbaïdjan, Biélorussie, Brunei, Burundi, Cap-Vert, Comores, Dominique, Géorgie, Guinée-Bissau, Kazakhstan, Kirghizistan, Sainte-Lucie, Macédoine, Moldavie, Nauru, Ouzbékistan, Palestine, Saint-Christophe-et-Niévès, Sao Tomé-et-Principe, Slovaquie, Tadjikistan, République tchèque, Turkménistan, Ukraine. | 25    |
| 2000                                          | Sydney (Australie)            | Érythrée, Palaos, États fédérés de Micronésie | 3     |
| 2004                                          | Athènes (Grèce)               | Timor oriental, Kiribati | 2     |
| 2008                                          | Pékin (Chine)                 | Îles Marshall, Monténégro, Tuvalu | 3     |
| 2012                                          | Londres (Grande-Bretagne)     | - | 0     |
| 2016                                          | Rio de Janeiro (Brésil)       | Kosovo, Soudan du Sud | 2     |
| 2020 (déplacés à 2021 pour cause de Covid-19) | Tokyo (Japon)                 | - | 0     |
| 2024                                          | Paris (France)                | - | 0     |

## Liste des nations participantes

### Description
Cette liste inclut les 205 nations membre du Comité international olympique classées alphabétiquement. Plusieurs pays ont vu leur nom évoluer du fait de leur situation politique et géographique. Un certain nombre de nations obsolètes figurent également dans cette liste.
- Union soviétique
- Yougoslavie
- Tchécoslovaquie
- Allemagne de l'Est et Allemagne de l'Ouest

#### Légende
| 96  |  | Année                                                                |
| •   |  | Participation                                                        |
| H   |  | Pays organisateur                                                    |
| [A] |  | Note                                                                 |
|     |  | Les Jeux de 1916, 1940, et 1944 ont été annulés pour cause de guerre |
|     |  | Remplacé par un autre pays durant la période                         |
| ×   |  | Pays non invité                                                      |

### Liste Alphabétique

#### A
| Pays                   | Code | 96          | 00          | 04          | 08          | 12          | 16          | 20                    | 24                    | 28                    | 32                    | 36                    | 40                    | 44                    | 48                    | 52                    | 56                    | 60                    | 64                    | 68                    | 72                    | 76                    | 80                    | 84                    | 88                    | 92  | 96 | 00 | 04 | 08 | 12 | 16 | 20 | 24 |
| ---------------------- | ---- | ----------- | ----------- | ----------- | ----------- | ----------- | ----------- | --------------------- | --------------------- | --------------------- | --------------------- | --------------------- | --------------------- | --------------------- | --------------------- | --------------------- | --------------------- | --------------------- | --------------------- | --------------------- | --------------------- | --------------------- | --------------------- | --------------------- | --------------------- | --- | -- | -- | -- | -- | -- | -- | -- | -- |
| Afghanistan            | AFG  |             |             |             |             |             |             |                       |                       |                       |                       | •                     |                       |                       | •                     |                       | •                     | •                     | •                     | •                     | •                     |                       | •                     |                       | •                     |     | •  |    | •  | •  | •  | •  |    |    |
| Afrique du Sud         | RSA  |             |             | •           | •           | •           | •           | •                     | •                     | •                     | •                     | •                     | •                     | •                     | •                     | ×                     | ×                     | ×                     | ×                     | ×                     | ×                     | ×                     | •                     | •                     | •                     | •   | •  | •  | •  |    |    |    |    |    |
| Albanie                | ALB  |             |             |             |             |             |             |                       |                       |                       |                       |                       |                       |                       |                       |                       |                       | •                     |                       |                       |                       |                       | •                     | •                     | •                     | •   | •  | •  | •  |    |    |    |    |    |
| Algérie                | ALG  |             |             |             |             |             |             |                       |                       |                       |                       |                       |                       |                       |                       | •                     | •                     | •                     |                       | •                     | •                     | •                     | •                     | •                     | •                     | •   | •  | •  | •  |    |    |    |    |    |
| Allemagne              | GER  | •           | •           | •           | •           | •           | ×           | ×                     | •                     | •                     | H                     | ×                     | [J]                   |                       |                       |                       |                       |                       |                       |                       |                       |                       | •                     | •                     | •                     | •   | •  | •  | •  |    |    |    |    |    |
| Allemagne de l'Est     | GDR  |             |             |             |             |             |             |                       |                       |                       |                       |                       |                       |                       |                       |                       | [K]                   | [K]                   | [K]                   | •                     | •                     | •                     | •                     |                       | •                     |     |    |    |    |    |    |    |    |    |
| Allemagne de l'Ouest   | FRG  |             |             |             |             |             |             |                       |                       |                       |                       |                       |                       |                       |                       |                       | [K]                   | [K]                   | [K]                   | •                     | H                     | •                     |                       | •                     | •                     |     |    |    |    |    |    |    |    |    |
| Andorre                | AND  |             |             |             |             |             |             |                       |                       |                       |                       |                       |                       |                       |                       |                       |                       |                       |                       |                       |                       | •                     | •                     | •                     | •                     | •   | •  | •  | •  | •  | •  | •  |    |    |
| Angola                 | ANG  |             |             |             |             |             |             |                       |                       |                       |                       |                       |                       |                       |                       |                       |                       |                       |                       | •                     |                       | •                     | •                     | •                     | •                     | •   | •  | •  | •  |    |    |    |    |    |
| Antigua-et-Barbuda     | ANT  |             |             |             |             |             |             |                       |                       |                       |                       |                       |                       |                       |                       |                       |                       |                       | •                     |                       | •                     | •                     | •                     | •                     | •                     | •   | •  | •  | •  |    |    |    |    |    |
| Antilles néerlandaises | AHO  |             |             |             |             |             |             |                       |                       |                       |                       |                       | •                     |                       | •                     | •                     | •                     | •                     | •                     |                       | •                     | •                     | •                     | •                     | •                     | •   | •  |    |    |    |    |    |    |    |
| Arabie saoudite        | KSA  |             |             |             |             |             |             |                       |                       |                       |                       |                       |                       |                       |                       |                       |                       | •                     | •                     |                       | •                     | •                     | •                     | •                     | •                     | •   | •  | •  | •  |    |    |    |    |    |
| Argentine              | ARG  |             | •           |             | •           |             | •           | •                     | •                     | •                     | •                     | •                     | •                     | •                     | •                     | •                     | •                     | •                     | •                     |                       | •                     | •                     | •                     | •                     | •                     | •   | •  | •  | •  |    |    |    |    |    |
| Arménie                | ARM  | voir Russie | voir Russie | voir Russie | voir Russie | voir Russie | voir Russie | voir Union soviétique | voir Union soviétique | voir Union soviétique | voir Union soviétique | voir Union soviétique | voir Union soviétique | voir Union soviétique | voir Union soviétique | voir Union soviétique | voir Union soviétique | voir Union soviétique | voir Union soviétique | voir Union soviétique | voir Union soviétique | voir Union soviétique | voir Union soviétique | voir Union soviétique | voir Union soviétique | [U] | •  | •  | •  | •  | •  | •  |    |    |
| Aruba                  | ARU  |             |             |             |             |             |             |                       |                       |                       |                       |                       |                       |                       |                       |                       |                       |                       |                       |                       |                       |                       |                       |                       | •                     | •   | •  | •  | •  | •  | •  | •  |    |    |
| Australie              | AUS  | •           | •           | •           | [I]         | [I]         | •           | •                     | •                     | •                     | •                     | •                     | •                     | H                     | •                     | •                     | •                     | •                     | •                     | •                     | •                     | •                     | •                     | •                     | H                     | •   | •  | •  | •  |    |    |    |    |    |
| Autriche               | AUT  | •           | •           | •           | •           | •           | ×           | •                     | •                     | •                     | •                     | •                     | •                     | •                     | •                     | •                     | •                     | •                     | •                     | •                     | •                     | •                     | •                     | •                     | •                     | •   | •  | •  | •  |    |    |    |    |    |
| Azerbaïdjan            | AZE  | voir Russie | voir Russie | voir Russie | voir Russie | voir Russie | voir Russie | voir Union soviétique | voir Union soviétique | voir Union soviétique | voir Union soviétique | voir Union soviétique | voir Union soviétique | voir Union soviétique | voir Union soviétique | voir Union soviétique | voir Union soviétique | voir Union soviétique | voir Union soviétique | voir Union soviétique | voir Union soviétique | voir Union soviétique | voir Union soviétique | voir Union soviétique | voir Union soviétique | [U] | •  | •  | •  | •  | •  | •  |    |    |

#### B
| Pays               | Code | 96          | 00          | 04          | 08          | 12          | 16                   | 20                    | 24                    | 28                    | 32                    | 36                    | 40                    | 44                    | 48                    | 52                    | 56                    | 60                    | 64                    | 68                    | 72                    | 76                    | 80                    | 84                    | 88                    | 92                      | 96                      | 00                      | 04                      | 08                      | 12                      | 16 |
| ------------------ | ---- | ----------- | ----------- | ----------- | ----------- | ----------- | -------------------- | --------------------- | --------------------- | --------------------- | --------------------- | --------------------- | --------------------- | --------------------- | --------------------- | --------------------- | --------------------- | --------------------- | --------------------- | --------------------- | --------------------- | --------------------- | --------------------- | --------------------- | --------------------- | ----------------------- | ----------------------- | ----------------------- | ----------------------- | ----------------------- | ----------------------- | -- |
| Bahamas            | BAH  |             |             |             |             |             |                      |                       |                       |                       |                       |                       |                       |                       |                       | •                     | •                     | •                     | •                     | •                     | •                     | •                     |                       | •                     | •                     | •                       | •                       | •                       | •                       | •                       | •                       | •  |
| Bahreïn            | BRN  |             |             |             |             |             |                      |                       |                       |                       |                       |                       |                       |                       |                       |                       |                       |                       |                       |                       | •                     | •                     | •                     | •                     | •                     | •                       | •                       | •                       | •                       |                         |                         |    |
| Bangladesh         | BAN  |             |             |             |             |             |                      |                       |                       |                       |                       |                       |                       |                       |                       |                       |                       |                       |                       |                       | •                     | •                     | •                     | •                     | •                     | •                       | •                       | •                       | •                       |                         |                         |    |
| Barbade            | BAR  |             |             |             |             |             |                      |                       |                       |                       |                       |                       |                       |                       | [N]                   |                       | •                     | •                     | •                     |                       | •                     | •                     | •                     | •                     | •                     | •                       | •                       | •                       | •                       |                         |                         |    |
| Belgique           | BEL  |             | •           |             | •           | •           | H                    | •                     | •                     | •                     | •                     | •                     | •                     | •                     | •                     | •                     | •                     | •                     | •                     | •                     | •                     | •                     | •                     | •                     | •                     | •                       | •                       | •                       | •                       |                         |                         |    |
| Belize             | BIZ  |             |             |             |             |             |                      |                       |                       |                       |                       |                       |                       |                       |                       |                       | •                     | •                     | •                     |                       | •                     | •                     | •                     | •                     | •                     | •                       | •                       | •                       | •                       |                         |                         |    |
| Bénin              | BEN  |             |             |             |             |             |                      |                       |                       |                       |                       |                       |                       |                       |                       |                       |                       | •                     |                       | •                     | •                     | •                     | •                     | •                     | •                     | •                       | •                       | •                       | •                       |                         |                         |    |
| Bermudes           | BER  |             |             |             |             |             |                      |                       |                       |                       | •                     | •                     | •                     | •                     | •                     | •                     | •                     | •                     | •                     |                       | •                     | •                     | •                     | •                     | •                     | •                       | •                       | •                       | •                       |                         |                         |    |
| Bhoutan            | BHU  |             |             |             |             |             |                      |                       |                       |                       |                       |                       |                       |                       |                       |                       |                       |                       |                       |                       | •                     | •                     | •                     | •                     | •                     | •                       | •                       | •                       | •                       |                         |                         |    |
| Biélorussie        | BLR  | voir Russie | voir Russie | voir Russie | voir Russie | voir Russie | voir Russie          | voir Union soviétique | voir Union soviétique | voir Union soviétique | voir Union soviétique | voir Union soviétique | voir Union soviétique | voir Union soviétique | voir Union soviétique | voir Union soviétique | voir Union soviétique | voir Union soviétique | voir Union soviétique | voir Union soviétique | voir Union soviétique | voir Union soviétique | voir Union soviétique | voir Union soviétique | voir Union soviétique | [U]                     | •                       | •                       | •                       | •                       | •                       | •  |
| Birmanie           | MYA  |             |             |             |             |             |                      |                       |                       |                       |                       |                       |                       |                       | •                     | •                     | •                     | •                     | •                     | •                     | •                     |                       | •                     | •                     | •                     | •                       | •                       | •                       | •                       | •                       | •                       | •  |
| Bolivie            | BOL  |             |             |             |             |             |                      |                       |                       |                       | •                     |                       |                       |                       |                       | •                     | •                     | •                     | •                     |                       | •                     | •                     | •                     | •                     | •                     | •                       | •                       | •                       | •                       |                         |                         |    |
| Bohême             | BOH  |             | •           |             | •           | •           | voir Tchécoslovaquie | voir Tchécoslovaquie  | voir Tchécoslovaquie  | voir Tchécoslovaquie  | voir Tchécoslovaquie  | voir Tchécoslovaquie  | voir Tchécoslovaquie  | voir Tchécoslovaquie  | voir Tchécoslovaquie  | voir Tchécoslovaquie  | voir Tchécoslovaquie  | voir Tchécoslovaquie  | voir Tchécoslovaquie  | voir Tchécoslovaquie  | voir Tchécoslovaquie  | voir Tchécoslovaquie  | voir Tchécoslovaquie  | voir Tchécoslovaquie  | voir Tchécoslovaquie  | voir République tchèque | voir République tchèque | voir République tchèque | voir République tchèque | voir République tchèque | voir République tchèque |    |
| Bosnie-Herzégovine | BIH  |             |             |             |             |             | voir Yougoslavie     | voir Yougoslavie      | voir Yougoslavie      | voir Yougoslavie      | voir Yougoslavie      | voir Yougoslavie      | voir Yougoslavie      | voir Yougoslavie      | voir Yougoslavie      | voir Yougoslavie      | voir Yougoslavie      | voir Yougoslavie      | voir Yougoslavie      | voir Yougoslavie      | voir Yougoslavie      | voir Yougoslavie      | voir Yougoslavie      | voir Yougoslavie      | •                     | •                       | •                       | •                       | •                       | •                       | •                       |    |
| Botswana           | BOT  |             |             |             |             |             |                      |                       |                       |                       |                       |                       |                       |                       |                       |                       |                       |                       |                       |                       |                       | •                     | •                     | •                     | •                     | •                       | •                       | •                       | •                       | •                       | •                       |    |
| Brésil             | BRA  |             | [ 15 ]      |             |             |             | •                    | •                     |                       | •                     | •                     | •                     | •                     | •                     | •                     | •                     | •                     | •                     | •                     | •                     | •                     | •                     | •                     | •                     | •                     | •                       | •                       | •                       | H                       |                         |                         |    |
| Brunei             | BRU  |             |             |             |             |             |                      |                       |                       |                       |                       |                       |                       |                       |                       |                       |                       |                       |                       |                       |                       | [T]                   |                       | •                     | •                     | •                       | •                       | •                       | •                       |                         |                         |    |
| Bulgarie           | BUL  | •           |             |             |             |             | ×                    | •                     | •                     |                       | •                     |                       | •                     | •                     | •                     | •                     | •                     | •                     | •                     | •                     |                       | •                     | •                     | •                     | •                     | •                       | •                       | •                       | •                       |                         |                         |    |
| Burkina Faso       | BUR  |             |             |             |             |             |                      |                       |                       |                       |                       |                       |                       |                       |                       |                       |                       | •                     |                       |                       |                       | •                     | •                     | •                     | •                     | •                       | •                       | •                       | •                       |                         |                         |    |
| Burundi            | BDI  |             |             |             |             |             |                      |                       |                       |                       |                       |                       |                       |                       |                       |                       |                       |                       |                       |                       |                       |                       |                       | •                     | •                     | •                       | •                       | •                       | •                       | •                       |                         |    |

#### C
| Pays                             | Code | 96                       | 00                       | 04                       | 08                       | 12                       | 16                       | 20                       | 24                       | 28                       | 32                       | 36                       | 40                       | 44                       | 48                       | 52                       | 56                       | 60                       | 64                       | 68                       | 72                       | 76                       | 80                       | 84                  | 88                  | 92                  | 96                  | 00                  | 04                  | 08                  | 12                  | 16                  |
| -------------------------------- | ---- | ------------------------ | ------------------------ | ------------------------ | ------------------------ | ------------------------ | ------------------------ | ------------------------ | ------------------------ | ------------------------ | ------------------------ | ------------------------ | ------------------------ | ------------------------ | ------------------------ | ------------------------ | ------------------------ | ------------------------ | ------------------------ | ------------------------ | ------------------------ | ------------------------ | ------------------------ | ------------------- | ------------------- | ------------------- | ------------------- | ------------------- | ------------------- | ------------------- | ------------------- | ------------------- |
| Îles Caïmans                     | CAY  |                          |                          |                          |                          |                          |                          |                          |                          |                          |                          |                          |                          |                          |                          |                          |                          |                          |                          |                          |                          | •                        |                          | •                   | •                   | •                   | •                   | •                   | •                   | •                   | •                   | •                   |
| Cambodge                         | CAM  |                          |                          |                          |                          |                          |                          |                          |                          |                          |                          |                          |                          | [L]                      |                          | •                        |                          | •                        |                          |                          |                          |                          |                          | •                   | •                   | •                   | •                   | •                   | •                   |                     |                     |                     |
| Cameroun                         | CMR  |                          |                          |                          |                          |                          |                          |                          |                          |                          |                          |                          |                          |                          |                          | •                        | •                        | •                        | [R]                      | •                        | •                        | •                        | •                        | •                   | •                   | •                   | •                   | •                   | •                   |                     |                     |                     |
| Canada                           | CAN  |                          | •                        | •                        | •                        | •                        | •                        | •                        | •                        | •                        | •                        | •                        | •                        | •                        | •                        | •                        | •                        | •                        | H                        |                          | •                        | •                        | •                        | •                   | •                   | •                   | •                   | •                   | •                   |                     |                     |                     |
| Cap-Vert                         | CPV  |                          |                          |                          |                          |                          |                          |                          |                          |                          |                          |                          |                          |                          |                          |                          |                          |                          |                          |                          |                          |                          |                          | •                   | •                   | •                   | •                   | •                   | •                   |                     |                     |                     |
| République centrafricaine        | CAF  |                          |                          |                          |                          |                          |                          |                          |                          |                          |                          |                          |                          |                          |                          |                          | •                        |                          |                          |                          | •                        | •                        | •                        | •                   | •                   | •                   | •                   | •                   | •                   |                     |                     |                     |
| Chili                            | CHI  | •                        |                          |                          |                          | •                        | •                        | •                        | •                        |                          | •                        | •                        | •                        | •                        | •                        | •                        | •                        | •                        | •                        |                          | •                        | •                        | •                        | •                   | •                   | •                   | •                   | •                   | •                   |                     |                     |                     |
| Chine                            | CHN  | voir République de Chine | voir République de Chine | voir République de Chine | voir République de Chine | voir République de Chine | voir République de Chine | voir République de Chine | voir République de Chine | voir République de Chine | voir République de Chine | voir République de Chine | voir République de Chine | voir République de Chine | voir République de Chine |                          |                          |                          |                          |                          |                          |                          |                          | •                   | •                   | •                   | •                   | •                   | •                   | H                   | •                   | •                   |
| Rép. de Chine (Taïwan)           | ROC  |                          |                          |                          |                          |                          |                          |                          |                          |                          | •                        | •                        |                          |                          | •                        | •                        | •                        | •                        | •                        | •                        | •                        |                          |                          | voir Taipei chinois | voir Taipei chinois | voir Taipei chinois | voir Taipei chinois | voir Taipei chinois | voir Taipei chinois | voir Taipei chinois | voir Taipei chinois | voir Taipei chinois |
| Taipei chinois (Taïwan)          | TPE  | voir République de Chine | voir République de Chine | voir République de Chine | voir République de Chine | voir République de Chine | voir République de Chine | voir République de Chine | voir République de Chine | voir République de Chine | voir République de Chine | voir République de Chine | voir République de Chine | voir République de Chine | voir République de Chine | voir République de Chine | voir République de Chine | voir République de Chine | voir République de Chine | voir République de Chine | voir République de Chine | voir République de Chine | voir République de Chine | •                   | •                   | •                   | •                   | •                   | •                   | •                   | •                   | •                   |
| Chypre                           | CYP  |                          |                          |                          |                          |                          |                          |                          |                          |                          |                          |                          |                          |                          |                          |                          |                          |                          |                          |                          |                          |                          | •                        | •                   | •                   | •                   | •                   | •                   | •                   | •                   | •                   | •                   |
| Colombie                         | COL  |                          | [ 18 ]                   |                          |                          |                          |                          |                          |                          | •                        | •                        | •                        |                          | •                        | •                        | •                        | •                        | •                        | •                        | •                        | •                        | •                        | •                        | •                   | •                   | •                   | •                   | •                   | •                   |                     |                     |                     |
| Comores                          | COM  |                          |                          |                          |                          |                          |                          |                          |                          |                          |                          |                          |                          |                          |                          |                          |                          |                          |                          |                          |                          |                          |                          | •                   | •                   | •                   | •                   | •                   | •                   |                     |                     |                     |
| République du Congo              | CGO  |                          |                          |                          |                          |                          |                          |                          |                          |                          |                          |                          |                          |                          |                          | •                        |                          | •                        |                          | •                        | •                        | •                        | •                        | •                   | •                   | •                   | •                   | •                   | •                   |                     |                     |                     |
| République démocratique du Congo | COD  |                          |                          |                          |                          |                          |                          |                          |                          |                          |                          |                          |                          |                          |                          |                          | •                        |                          |                          |                          | •                        | •                        | •                        | •                   | •                   | •                   | •                   | •                   | •                   |                     |                     |                     |
| Îles Cook                        | COK  |                          |                          |                          |                          |                          |                          |                          |                          |                          |                          |                          |                          |                          |                          |                          |                          |                          |                          |                          |                          | •                        | •                        | •                   | •                   | •                   | •                   | •                   | •                   |                     |                     |                     |
| Corée du Nord                    | PRK  |                          |                          |                          |                          |                          |                          |                          |                          |                          |                          |                          |                          |                          |                          |                          |                          | •                        | •                        | •                        |                          |                          | •                        | •                   | •                   | •                   | •                   | •                   | •                   |                     |                     |                     |
| Corée du Sud                     | KOR  | •                        | •                        | •                        | •                        | •                        | •                        | •                        | •                        |                          | •                        | H                        | •                        | •                        | •                        | •                        | •                        | •                        | •                        |                          |                          |                          |                          |                     |                     |                     |                     |                     |                     |                     |                     |                     |
| Costa Rica                       | CRC  |                          |                          |                          |                          |                          |                          |                          |                          |                          | •                        |                          |                          |                          |                          | •                        | •                        | •                        | •                        | •                        | •                        | •                        | •                        | •                   | •                   | •                   | •                   | •                   | •                   |                     |                     |                     |
| Côte d'Ivoire                    | CIV  |                          |                          |                          |                          |                          |                          |                          |                          |                          |                          |                          |                          |                          |                          | •                        | •                        | •                        | •                        |                          | •                        | •                        | •                        | •                   | •                   | •                   | •                   | •                   | •                   |                     |                     |                     |
| Croatie                          | CRO  | Autriche                 | Autriche                 | Autriche                 | Autriche                 | Autriche                 | Autriche                 | voir Yougoslavie         | voir Yougoslavie         | voir Yougoslavie         | voir Yougoslavie         | voir Yougoslavie         | voir Yougoslavie         | voir Yougoslavie         | voir Yougoslavie         | voir Yougoslavie         | voir Yougoslavie         | voir Yougoslavie         | voir Yougoslavie         | voir Yougoslavie         | voir Yougoslavie         | voir Yougoslavie         | voir Yougoslavie         | voir Yougoslavie    | voir Yougoslavie    | •                   | •                   | •                   | •                   | •                   | •                   | •                   |
| Cuba                             | CUB  |                          | •                        | •                        |                          |                          |                          |                          | •                        | •                        |                          |                          |                          |                          | •                        | •                        | •                        | •                        | •                        | •                        | •                        | •                        | •                        |                     |                     | •                   | •                   | •                   | •                   | •                   | •                   | •                   |

#### D
| Pays                   | Code | 96 | 00 | 04 | 08 | 12 | 16 | 20 | 24 | 28 | 32 | 36 | 40 | 44 | 48 | 52 | 56 | 60 | 64 | 68 | 72 | 76 | 80 | 84 | 88 | 92 | 96 | 00 | 04 | 08 | 12 | 16 |
| ---------------------- | ---- | -- | -- | -- | -- | -- | -- | -- | -- | -- | -- | -- | -- | -- | -- | -- | -- | -- | -- | -- | -- | -- | -- | -- | -- | -- | -- | -- | -- | -- | -- | -- |
| Danemark               | DEN  | •  | •  |    | •  | •  |    | •  | •  | •  | •  | •  |    |    | •  | •  | •  | •  | •  | •  | •  | •  | •  | •  | •  | •  | •  | •  | •  | •  | •  | •  |
| Djibouti               | DJI  |    |    |    |    |    |    |    |    |    |    |    |    |    |    |    |    |    |    |    | •  | •  | •  | •  | •  | •  | •  | •  | •  |    |    |    |
| Dominique              | DMA  |    |    |    |    |    |    |    |    |    |    |    |    |    |    |    |    |    |    |    |    |    |    | •  | •  | •  | •  | •  | •  |    |    |    |
| République dominicaine | DOM  |    |    |    |    |    |    |    |    |    |    |    |    |    |    | •  | •  | •  | •  | •  | •  | •  | •  | •  | •  | •  | •  | •  | •  |    |    |    |

#### E
| Pays                | Code | 96          | 00          | 04          | 08          | 12          | 16          | 20 | 24 | 28 | 32 | 36 | 40                    | 44                    | 48                    | 52                    | 56                    | 60                    | 64                    | 68                    | 72                    | 76                    | 80                    | 84 | 88 | 92 | 96 | 00 | 04 | 08 | 12 | 16 |
| ------------------- | ---- | ----------- | ----------- | ----------- | ----------- | ----------- | ----------- | -- | -- | -- | -- | -- | --------------------- | --------------------- | --------------------- | --------------------- | --------------------- | --------------------- | --------------------- | --------------------- | --------------------- | --------------------- | --------------------- | -- | -- | -- | -- | -- | -- | -- | -- | -- |
| Égypte              | EGY  | [ 20 ]      |             |             |             | •           |             | •  | •  | •  |    | •  |                       |                       | •                     | •                     | [L]                   | •                     | •                     | •                     | •                     | [R]                   |                       | •  | •  | •  | •  | •  | •  | •  | •  | •  |
| Émirats arabes unis | UAE  |             |             |             |             |             |             |    |    |    |    |    |                       |                       |                       |                       |                       |                       |                       |                       | •                     | •                     | •                     | •  | •  | •  | •  | •  | •  |    |    |    |
| Équateur            | ECU  |             |             |             |             |             |             | •  |    |    |    |    |                       |                       |                       |                       | •                     | •                     | •                     | •                     | •                     | •                     | •                     | •  | •  | •  | •  | •  | •  |    |    |    |
| Érythrée            | ERI  |             |             |             |             |             |             |    |    |    |    |    |                       |                       |                       |                       |                       |                       |                       |                       |                       |                       |                       |    | •  | •  | •  | •  | •  |    |    |    |
| Espagne             | ESP  |             | •           |             |             |             | •           | •  | •  | •  |    | •  | •                     | [L]                   | •                     | •                     | •                     | •                     | •                     | •                     | •                     | •                     | H                     | •  | •  | •  | •  | •  | •  |    |    |    |
| Estonie             | EST  | voir Russie | voir Russie | voir Russie | voir Russie | voir Russie | voir Russie | •  | •  | •  | •  | •  | voir Union soviétique | voir Union soviétique | voir Union soviétique | voir Union soviétique | voir Union soviétique | voir Union soviétique | voir Union soviétique | voir Union soviétique | voir Union soviétique | voir Union soviétique | voir Union soviétique | •  | •  | •  | •  | •  | •  | •  |    |    |
| États-Unis          | USA  | •           | •           | H           | •           | •           |             | •  | •  | •  | H  | •  | •                     | •                     | •                     | •                     | •                     | •                     | •                     | •                     |                       | H                     | •                     | •  | H  | •  | •  | •  | •  | •  |    |    |
| Éthiopie            | ETH  |             |             |             |             |             |             |    |    |    |    |    |                       | •                     | •                     | •                     | •                     | •                     |                       | •                     |                       |                       | •                     | •  | •  | •  | •  | •  | •  |    |    |    |

#### F
| Pays     | Code | 96 | 00 | 04  | 08 | 12 | 16 | 20 | 24 | 28 | 32 | 36 | 40 | 44 | 48 | 52 | 56 | 60 | 64 | 68 | 72 | 76 | 80 | 84 | 88 | 92 | 96 | 00 | 04 | 08 | 12 | 16 |
| -------- | ---- | -- | -- | --- | -- | -- | -- | -- | -- | -- | -- | -- | -- | -- | -- | -- | -- | -- | -- | -- | -- | -- | -- | -- | -- | -- | -- | -- | -- | -- | -- | -- |
| Fidji    | FIJ  |    |    |     |    |    |    |    |    |    |    |    |    |    |    |    | •  | •  |    | •  | •  | •  |    | •  | •  | •  | •  | •  | •  | •  | •  | •  |
| Finlande | FIN  |    |    |     | •  | •  | •  | •  | •  | •  | •  | •  | H  | •  | •  | •  | •  | •  | •  | •  | •  | •  | •  | •  | •  | •  | •  | •  | •  |    |    |    |
| France   | FRA  | •  | H  | [H] | •  | •  | •  | H  | •  | •  | •  | •  | •  | •  | •  | •  | •  | •  | •  | •  | •  | •  | •  | •  | •  | •  | •  | •  | •  |    |    |    |

#### G
| Pays               | Code | 96          | 00          | 04          | 08          | 12          | 16          | 20                    | 24                    | 28                    | 32                    | 36                    | 40                    | 44                    | 48                    | 52                    | 56                    | 60                    | 64                    | 68                    | 72                    | 76                    | 80                    | 84                    | 88                    | 92  | 96 | 00 | 04 | 08 | 12 | 16 |
| ------------------ | ---- | ----------- | ----------- | ----------- | ----------- | ----------- | ----------- | --------------------- | --------------------- | --------------------- | --------------------- | --------------------- | --------------------- | --------------------- | --------------------- | --------------------- | --------------------- | --------------------- | --------------------- | --------------------- | --------------------- | --------------------- | --------------------- | --------------------- | --------------------- | --- | -- | -- | -- | -- | -- | -- |
| Gabon              | GAB  |             |             |             |             |             |             |                       |                       |                       |                       |                       |                       |                       |                       |                       |                       |                       |                       |                       | •                     |                       |                       | •                     | •                     | •   | •  | •  | •  | •  | •  | •  |
| Gambie             | GAM  |             |             |             |             |             |             |                       |                       |                       |                       |                       |                       |                       |                       |                       |                       |                       |                       |                       | •                     | •                     | •                     | •                     | •                     | •   | •  | •  | •  |    |    |    |
| Géorgie            | GEO  | voir Russie | voir Russie | voir Russie | voir Russie | voir Russie | voir Russie | voir Union soviétique | voir Union soviétique | voir Union soviétique | voir Union soviétique | voir Union soviétique | voir Union soviétique | voir Union soviétique | voir Union soviétique | voir Union soviétique | voir Union soviétique | voir Union soviétique | voir Union soviétique | voir Union soviétique | voir Union soviétique | voir Union soviétique | voir Union soviétique | voir Union soviétique | voir Union soviétique | [U] | •  | •  | •  | •  | •  | •  |
| Ghana              | GHA  |             |             |             |             |             |             |                       |                       |                       |                       |                       |                       |                       |                       | •                     |                       | •                     | •                     | •                     | •                     |                       |                       | •                     | •                     | •   | •  | •  | •  | •  | •  | •  |
| Grande-Bretagne    | GBR  | •           | •           | •           | H           | •           | •           | •                     | •                     | •                     | •                     | H                     | •                     | •                     | •                     | •                     | •                     | •                     | •                     | •                     | •                     | •                     | •                     | •                     | •                     | •   | •  | H  | •  |    |    |    |
| Grèce              | GRE  | H           | •           | •           | •           | •           | •           | •                     | •                     | •                     | •                     | •                     | •                     | •                     | •                     | •                     | •                     | •                     | •                     | •                     | •                     | •                     | •                     | •                     | •                     | H   | •  | •  | •  |    |    |    |
| Grenade            | GRN  |             |             |             |             |             |             |                       |                       |                       |                       |                       |                       |                       |                       |                       |                       |                       |                       |                       | •                     | •                     | •                     | •                     | •                     | •   | •  | •  | •  |    |    |    |
| Guam               | GUM  |             |             |             |             |             |             |                       |                       |                       |                       |                       |                       |                       |                       |                       |                       |                       |                       |                       |                       | •                     | •                     | •                     | •                     | •   | •  | •  | •  |    |    |    |
| Guatemala          | GUA  |             |             |             |             |             |             |                       |                       |                       |                       |                       | •                     |                       |                       |                       | •                     | •                     | •                     | •                     | •                     | •                     | •                     | •                     | •                     | •   | •  | •  | •  |    |    |    |
| Guinée             | GUI  |             |             |             |             |             |             |                       |                       |                       |                       |                       |                       |                       |                       |                       | •                     |                       |                       | •                     | •                     | •                     | •                     | •                     | •                     | •   | •  | •  | •  |    |    |    |
| Guinée équatoriale | GEQ  |             |             |             |             |             |             |                       |                       |                       |                       |                       |                       |                       |                       |                       |                       |                       |                       |                       | •                     | •                     | •                     | •                     | •                     | •   | •  | •  | •  |    |    |    |
| Guinée-Bissau      | GBS  |             |             |             |             |             |             |                       |                       |                       |                       |                       |                       |                       |                       |                       |                       |                       |                       |                       |                       |                       |                       | •                     | •                     | •   | •  | •  | •  |    |    |    |
| Guyana             | GUY  |             |             |             |             |             |             |                       |                       |                       |                       | •                     | •                     | •                     | •                     | •                     | •                     | •                     |                       | •                     | •                     | •                     | •                     | •                     | •                     | •   | •  | •  | •  |    |    |    |

#### H
| Pays      | Code | 96 | 00     | 04 | 08 | 12 | 16 | 20 | 24 | 28 | 32 | 36 | 40 | 44 | 48 | 52 | 56 | 60 | 64 | 68 | 72 | 76 | 80 | 84 | 88 | 92 | 96 | 00 | 04 | 08 | 12 | 16 |
| --------- | ---- | -- | ------ | -- | -- | -- | -- | -- | -- | -- | -- | -- | -- | -- | -- | -- | -- | -- | -- | -- | -- | -- | -- | -- | -- | -- | -- | -- | -- | -- | -- | -- |
| Haïti     | HAI  |    | [ 22 ] |    |    |    |    |    | •  | •  | •  |    |    |    |    |    |    | •  |    |    | •  | •  |    | •  | •  | •  | •  | •  | •  | •  | •  | •  |
| Honduras  | HON  |    |        |    |    |    |    |    |    |    |    |    |    |    |    |    | •  |    | •  |    | •  | •  | •  | •  | •  | •  | •  | •  | •  |    |    |    |
| Hong Kong | HKG  |    |        |    |    |    |    |    |    |    |    |    | •  | •  | •  | •  | •  | •  | •  |    | •  | •  | •  | •  | •  | •  | •  | •  | •  |    |    |    |
| Hongrie   | HUN  | •  | •      | •  | •  | •  | ×  | •  | •  | •  | •  | •  | •  | •  | •  | •  | •  | •  | •  | •  |    | •  | •  | •  | •  | •  | •  | •  | •  |    |    |    |

#### I
| Pays      | Code | 96                   | 00                   | 04                   | 08                   | 12                   | 16                   | 20                   | 24 | 28 | 32 | 36 | 40 | 44 | 48 | 52 | 56 | 60 | 64 | 68 | 72 | 76 | 80 | 84 | 88 | 92 | 96 | 00 | 04 | 08 | 12 | 16 |
| --------- | ---- | -------------------- | -------------------- | -------------------- | -------------------- | -------------------- | -------------------- | -------------------- | -- | -- | -- | -- | -- | -- | -- | -- | -- | -- | -- | -- | -- | -- | -- | -- | -- | -- | -- | -- | -- | -- | -- | -- |
| Inde      | IND  |                      | •                    |                      |                      |                      |                      | •                    | •  | •  | •  | •  |    |    | •  | •  | •  | •  | •  | •  | •  | •  | •  | •  | •  | •  | •  | •  | •  | •  | •  | •  |
| Indonésie | INA  |                      |                      |                      |                      |                      |                      |                      |    |    |    |    | •  | •  | •  |    | •  | •  | •  |    | •  | •  | •  | •  | •  | •  | •  | •  | •  |    |    |    |
| Irak      | IRQ  |                      |                      |                      |                      |                      |                      |                      |    |    |    | •  |    |    | •  | •  | •  |    |    | •  | •  | •  | •  | •  | •  | •  | •  | •  | •  |    |    |    |
| Iran      | IRI  |                      | [ 24 ]               |                      |                      |                      |                      |                      |    |    |    | •  | •  | •  | •  | •  | •  | •  | •  |    |    | •  | •  | •  | •  | •  | •  | •  | •  |    |    |    |
| Irlande   | IRL  | voir Grande-Bretagne | voir Grande-Bretagne | voir Grande-Bretagne | voir Grande-Bretagne | voir Grande-Bretagne | voir Grande-Bretagne | voir Grande-Bretagne | •  | •  | •  |    | •  | •  | •  | •  | •  | •  | •  | •  | •  | •  | •  | •  | •  | •  | •  | •  | •  | •  |    |    |
| Islande   | ISL  |                      |                      |                      |                      | •                    |                      |                      |    |    | •  | •  | •  | •  | •  | •  | •  | •  | •  | •  | •  | •  | •  | •  | •  | •  | •  | •  | •  |    |    |    |
| Israël    | ISR  |                      |                      |                      |                      |                      |                      |                      |    |    |    |    | •  | •  | •  | •  | •  | •  | •  |    | •  | •  | •  | •  | •  | •  | •  | •  | •  |    |    |    |
| Italie    | ITA  | •                    | •                    |                      | •                    | •                    | •                    | •                    | •  | •  | •  | •  | •  | •  | H  | •  | •  | •  | •  | •  | •  | •  | •  | •  | •  | •  | •  | •  | •  |    |    |    |

#### J
| Pays     | Code | 96 | 00 | 04 | 08 | 12 | 16 | 20 | 24 | 28 | 32 | 36 | 40 | 44 | 48 | 52 | 56 | 60  | 64 | 68 | 72 | 76 | 80 | 84 | 88 | 92 | 96 | 00 | 04 | 08 | 12 | 16 |
| -------- | ---- | -- | -- | -- | -- | -- | -- | -- | -- | -- | -- | -- | -- | -- | -- | -- | -- | --- | -- | -- | -- | -- | -- | -- | -- | -- | -- | -- | -- | -- | -- | -- |
| Jamaïque | JAM  |    |    |    |    |    |    |    |    |    |    |    |    |    | •  | •  | •  | [N] | •  | •  | •  | •  | •  | •  | •  | •  | •  | •  | •  | •  | •  | •  |
| Japon    | JPN  |    |    |    |    | •  | •  | •  | •  | •  | •  | ×  | •  | •  | •  | H  | •  | •   | •  |    | •  | •  | •  | •  | •  | •  | •  | •  | •  |    |    |    |
| Jordanie | JOR  |    |    |    |    |    |    |    |    |    |    |    |    |    |    |    |    |     |    | •  | •  | •  | •  | •  | •  | •  | •  | •  | •  |    |    |    |

#### K
| Pays         | Code | 96          | 00          | 04          | 08          | 12          | 16               | 20                    | 24                    | 28                    | 32                    | 36                    | 40                    | 44                    | 48                    | 52                    | 56                    | 60                    | 64                    | 68                    | 72                    | 76                    | 80                    | 84                    | 88                    | 92               | 96               | 00          | 04          | 08 | 12 | 16 |
| ------------ | ---- | ----------- | ----------- | ----------- | ----------- | ----------- | ---------------- | --------------------- | --------------------- | --------------------- | --------------------- | --------------------- | --------------------- | --------------------- | --------------------- | --------------------- | --------------------- | --------------------- | --------------------- | --------------------- | --------------------- | --------------------- | --------------------- | --------------------- | --------------------- | ---------------- | ---------------- | ----------- | ----------- | -- | -- | -- |
| Kazakhstan   | KAZ  | voir Russie | voir Russie | voir Russie | voir Russie | voir Russie | voir Russie      | voir Union soviétique | voir Union soviétique | voir Union soviétique | voir Union soviétique | voir Union soviétique | voir Union soviétique | voir Union soviétique | voir Union soviétique | voir Union soviétique | voir Union soviétique | voir Union soviétique | voir Union soviétique | voir Union soviétique | voir Union soviétique | voir Union soviétique | voir Union soviétique | voir Union soviétique | voir Union soviétique | [U]              | •                | •           | •           | •  | •  | •  |
| Kenya        | KEN  |             |             |             |             |             |                  |                       |                       |                       |                       |                       |                       |                       |                       |                       | •                     | •                     | •                     | •                     | •                     |                       |                       | •                     | •                     | •                | •                | •           | •           | •  | •  | •  |
| Kirghizistan | KGZ  | voir Russie | voir Russie | voir Russie | voir Russie | voir Russie | voir Russie      | voir Union soviétique | voir Union soviétique | voir Union soviétique | voir Union soviétique | voir Union soviétique | voir Union soviétique | voir Union soviétique | voir Union soviétique | voir Union soviétique | voir Union soviétique | voir Union soviétique | voir Union soviétique | voir Union soviétique | voir Union soviétique | voir Union soviétique | voir Union soviétique | voir Union soviétique | voir Union soviétique | [U]              | •                | •           | •           | •  | •  | •  |
| Kiribati     | KIR  |             |             |             |             |             |                  |                       |                       |                       |                       |                       |                       |                       |                       |                       |                       |                       |                       |                       |                       |                       |                       |                       |                       |                  |                  |             |             | •  | •  | •  |
| Kosovo       | KOS  |             |             |             |             |             | voir Yougoslavie | voir Yougoslavie      | voir Yougoslavie      | voir Yougoslavie      | voir Yougoslavie      | voir Yougoslavie      | voir Yougoslavie      | voir Yougoslavie      | voir Yougoslavie      | voir Yougoslavie      | voir Yougoslavie      | voir Yougoslavie      | voir Yougoslavie      | voir Yougoslavie      | voir Yougoslavie      | voir Yougoslavie      | voir Yougoslavie      | voir Yougoslavie      | voir Yougoslavie      | voir Yougoslavie | voir Yougoslavie | voir Serbie | voir Serbie |    | •  |    |
| Koweït       | KUW  |             |             |             |             |             |                  |                       |                       |                       |                       |                       |                       |                       |                       |                       |                       |                       | •                     | •                     | •                     | •                     | •                     | •                     | •                     | •                | •                | •           | •           | •  | •  |    |

#### L
| Pays          | Code | 96          | 00          | 04          | 08          | 12          | 16 | 20 | 24 | 28 | 32 | 36                    | 40                    | 44                    | 48                    | 52                    | 56                    | 60                    | 64                    | 68                    | 72                    | 76                    | 80 | 84 | 88 | 92 | 96 | 00 | 04 | 08 | 12 | 16 |
| ------------- | ---- | ----------- | ----------- | ----------- | ----------- | ----------- | -- | -- | -- | -- | -- | --------------------- | --------------------- | --------------------- | --------------------- | --------------------- | --------------------- | --------------------- | --------------------- | --------------------- | --------------------- | --------------------- | -- | -- | -- | -- | -- | -- | -- | -- | -- | -- |
| Laos          | LAO  |             |             |             |             |             |    |    |    |    |    |                       |                       |                       |                       |                       |                       |                       |                       |                       |                       |                       | •  |    | •  | •  | •  | •  | •  | •  | •  | •  |
| Lesotho       | LES  |             |             |             |             |             |    |    |    |    |    |                       |                       |                       |                       |                       |                       | •                     |                       | •                     | •                     | •                     | •  | •  | •  | •  | •  | •  | •  |    |    |    |
| Lettonie      | LAT  | voir Russie | voir Russie | voir Russie | voir Russie | voir Russie |    | •  | •  | •  | •  | voir Union soviétique | voir Union soviétique | voir Union soviétique | voir Union soviétique | voir Union soviétique | voir Union soviétique | voir Union soviétique | voir Union soviétique | voir Union soviétique | voir Union soviétique | voir Union soviétique | •  | •  | •  | •  | •  | •  | •  |    |    |    |
| Liban         | LIB  |             |             |             |             |             |    |    |    |    |    | •                     | •                     |                       | •                     | •                     | •                     | •                     | •                     | •                     | •                     | •                     | •  | •  | •  | •  | •  | •  | •  |    |    |    |
| Liberia       | LBR  |             |             |             |             |             |    |    |    |    |    |                       |                       | •                     | •                     | •                     |                       | •                     |                       | •                     | •                     | •                     |    | •  | •  | •  | •  | •  | •  |    |    |    |
| Libye         | LBA  |             |             |             |             |             |    |    |    |    |    |                       |                       |                       |                       | [P]                   | •                     |                       |                       | •                     |                       | •                     | •  | •  | •  | •  | •  | •  | •  |    |    |    |
| Liechtenstein | LIE  |             |             |             |             |             |    |    |    |    | •  | •                     | •                     |                       | •                     | •                     | •                     | •                     | •                     |                       | •                     | •                     | •  | •  | •  | •  | •  | •  | •  |    |    |    |
| Lituanie      | LTU  | voir Russie | voir Russie | voir Russie | voir Russie | voir Russie |    | •  | •  |    |    | voir Union soviétique | voir Union soviétique | voir Union soviétique | voir Union soviétique | voir Union soviétique | voir Union soviétique | voir Union soviétique | voir Union soviétique | voir Union soviétique | voir Union soviétique | voir Union soviétique | •  | •  | •  | •  | •  | •  | •  |    |    |    |
| Luxembourg    | LUX  |             | [ 25 ]      |             |             | •           | •  | •  | •  |    | •  | •                     | •                     | •                     | •                     | •                     | •                     | •                     | •                     | •                     | •                     | •                     | •  | •  | •  | •  | •  | •  | •  |    |    |    |

#### M
| Pays              | Code | 96           | 00           | 04           | 08           | 12           | 16               | 20                    | 24                    | 28                    | 32                    | 36                    | 40                    | 44                    | 48                    | 52                    | 56                    | 60                    | 64                    | 68                    | 72                    | 76                    | 80                    | 84                    | 88                    | 92               | 96               | 00  | 04 | 08 | 12 | 16 |
| ----------------- | ---- | ------------ | ------------ | ------------ | ------------ | ------------ | ---------------- | --------------------- | --------------------- | --------------------- | --------------------- | --------------------- | --------------------- | --------------------- | --------------------- | --------------------- | --------------------- | --------------------- | --------------------- | --------------------- | --------------------- | --------------------- | --------------------- | --------------------- | --------------------- | ---------------- | ---------------- | --- | -- | -- | -- | -- |
| Macédoine du Nord | MKD  | voir Turquie | voir Turquie | voir Turquie | voir Turquie | voir Turquie |                  | voir Yougoslavie      | voir Yougoslavie      | voir Yougoslavie      | voir Yougoslavie      | voir Yougoslavie      | voir Yougoslavie      | voir Yougoslavie      | voir Yougoslavie      | voir Yougoslavie      | voir Yougoslavie      | voir Yougoslavie      | voir Yougoslavie      | voir Yougoslavie      | voir Yougoslavie      | voir Yougoslavie      | voir Yougoslavie      | voir Yougoslavie      | voir Yougoslavie      |                  | •                | •   | •  | •  | •  | •  |
| Madagascar        | MAD  |              |              |              |              |              |                  |                       |                       |                       |                       |                       |                       |                       |                       |                       |                       | •                     | •                     | •                     |                       | •                     | •                     |                       | •                     | •                | •                | •   | •  | •  | •  |    |
| Malaisie          | MAS  |              |              |              |              |              |                  |                       |                       |                       |                       |                       |                       | [M]                   | [M]                   | •                     | •                     | •                     | •                     |                       | •                     | •                     | •                     | •                     | •                     | •                | •                | •   | •  |    |    |    |
| Malawi            | MAW  |              |              |              |              |              |                  |                       |                       |                       |                       |                       |                       |                       |                       |                       |                       | •                     |                       |                       | •                     | •                     | •                     | •                     | •                     | •                | •                | •   | •  |    |    |    |
| Maldives          | MDV  |              |              |              |              |              |                  |                       |                       |                       |                       |                       |                       |                       |                       |                       |                       |                       |                       |                       |                       | •                     | •                     | •                     | •                     | •                | •                | •   | •  |    |    |    |
| Mali              | MLI  |              |              |              |              |              |                  |                       |                       |                       |                       |                       |                       |                       |                       | •                     | •                     | •                     |                       | •                     | •                     | •                     | •                     | •                     | •                     | •                | •                | •   | •  |    |    |    |
| Malte             | MLT  |              |              |              |              |              |                  |                       | •                     |                       | •                     | •                     |                       |                       | •                     |                       | •                     | •                     |                       | •                     | •                     | •                     | •                     | •                     | •                     | •                | •                | •   | •  |    |    |    |
| Maroc             | MAR  |              |              |              |              |              |                  |                       |                       |                       |                       |                       |                       |                       | •                     | •                     | •                     | •                     | [R]                   |                       | •                     | •                     | •                     | •                     | •                     | •                | •                | •   | •  |    |    |    |
| Îles Marshall     | MHL  |              |              |              |              |              |                  |                       |                       |                       |                       |                       |                       |                       |                       |                       |                       |                       |                       |                       |                       |                       |                       |                       |                       |                  | •                | •   | •  |    |    |    |
| Mauritanie        | MTN  |              |              |              |              |              |                  |                       |                       |                       |                       |                       |                       |                       |                       |                       |                       |                       |                       |                       | •                     | •                     | •                     | •                     | •                     | •                | •                | •   | •  |    |    |    |
| Maurice           | MRI  |              |              |              |              |              |                  |                       |                       |                       |                       |                       |                       |                       |                       |                       |                       |                       |                       |                       | •                     | •                     | •                     | •                     | •                     | •                | •                | •   | •  |    |    |    |
| Mexique           | MEX  |              | •            |              |              |              |                  | •                     | •                     | •                     | •                     | •                     | •                     | •                     | •                     | •                     | H                     | •                     | •                     | •                     | •                     | •                     | •                     | •                     | •                     | •                | •                | •   | •  |    |    |    |
| Micronésie        | FSM  |              |              |              |              |              |                  |                       |                       |                       |                       |                       |                       |                       |                       |                       |                       |                       |                       |                       |                       |                       |                       |                       | •                     | •                | •                | •   | •  |    |    |    |
| Moldavie          | MDA  | voir Russie  | voir Russie  | voir Russie  | voir Russie  | voir Russie  | voir Russie      | voir Union soviétique | voir Union soviétique | voir Union soviétique | voir Union soviétique | voir Union soviétique | voir Union soviétique | voir Union soviétique | voir Union soviétique | voir Union soviétique | voir Union soviétique | voir Union soviétique | voir Union soviétique | voir Union soviétique | voir Union soviétique | voir Union soviétique | voir Union soviétique | voir Union soviétique | voir Union soviétique | [U]              | •                | •   | •  | •  | •  | •  |
| Monaco            | MON  |              |              |              |              |              |                  | •                     | •                     | •                     |                       | •                     |                       |                       | •                     | •                     |                       | •                     | •                     | •                     | •                     | •                     |                       | •                     | •                     | •                | •                | •   | •  | •  | •  | •  |
| Mongolie          | MGL  |              |              |              |              |              |                  |                       |                       |                       |                       |                       |                       |                       |                       | •                     | •                     | •                     | •                     | •                     |                       | •                     | •                     | •                     | •                     | •                | •                | •   | •  |    |    |    |
| Monténégro        | MNE  |              |              |              |              |              | voir Yougoslavie | voir Yougoslavie      | voir Yougoslavie      | voir Yougoslavie      | voir Yougoslavie      | voir Yougoslavie      | voir Yougoslavie      | voir Yougoslavie      | voir Yougoslavie      | voir Yougoslavie      | voir Yougoslavie      | voir Yougoslavie      | voir Yougoslavie      | voir Yougoslavie      | voir Yougoslavie      | voir Yougoslavie      | voir Yougoslavie      | voir Yougoslavie      | voir Yougoslavie      | voir Yougoslavie | voir Yougoslavie | [X] | •  | •  | •  |    |
| Mozambique        | MOZ  |              |              |              |              |              |                  |                       |                       |                       |                       |                       |                       |                       |                       |                       |                       |                       |                       |                       |                       | •                     | •                     | •                     | •                     | •                | •                | •   | •  | •  | •  |    |

#### N
| Pays             | Code | 96 | 00     | 04 | 08  | 12  | 16 | 20 | 24 | 28 | 32 | 36 | 40 | 44 | 48 | 52 | 56 | 60 | 64 | 68 | 72 | 76 | 80 | 84 | 88 | 92 | 96 | 00 | 04 | 08 | 12 | 16 |
| ---------------- | ---- | -- | ------ | -- | --- | --- | -- | -- | -- | -- | -- | -- | -- | -- | -- | -- | -- | -- | -- | -- | -- | -- | -- | -- | -- | -- | -- | -- | -- | -- | -- | -- |
| Namibie          | NAM  |    |        |    |     |     |    |    |    |    |    |    |    |    |    |    |    |    |    |    |    |    |    |    |    | •  | •  | •  | •  | •  | •  | •  |
| Nauru            | NRU  |    |        |    |     |     |    |    |    |    |    |    |    |    |    |    |    |    |    |    |    |    |    | •  | •  | •  | •  | •  | •  |    |    |    |
| Népal            | NEP  |    |        |    |     |     |    |    |    |    |    |    |    |    |    | •  |    | •  | •  | •  | •  | •  | •  | •  | •  | •  | •  | •  | •  |    |    |    |
| Nicaragua        | NCA  |    |        |    |     |     |    |    |    |    |    |    |    |    |    |    | •  | •  | •  | •  | •  |    | •  | •  | •  | •  | •  | •  | •  |    |    |    |
| Niger            | NIG  |    |        |    |     |     |    |    |    |    |    |    |    |    |    | •  | •  | •  |    |    | •  | •  | •  | •  | •  | •  | •  | •  | •  |    |    |    |
| Nigeria          | NGR  |    |        |    |     |     |    |    |    |    |    |    | •  | •  | •  | •  | •  | •  |    | •  | •  | •  | •  | •  | •  | •  | •  | •  | •  |    |    |    |
| Norvège          | NOR  |    | •      |    | •   | •   | •  | •  | •  | •  | •  | •  | •  | •  | •  | •  | •  | •  | •  |    | •  | •  | •  | •  | •  | •  | •  | •  | •  |    |    |    |
| Nouvelle-Zélande | NZL  |    | [ 27 ] |    | [I] | [I] | •  | •  | •  | •  | •  | •  | •  | •  | •  | •  | •  | •  | •  | •  | •  | •  | •  | •  | •  | •  | •  | •  | •  |    |    |    |

#### O
| Pays        | Code | 96          | 00          | 04          | 08          | 12          | 16          | 20                    | 24                    | 28                    | 32                    | 36                    | 40                    | 44                    | 48                    | 52                    | 56                    | 60                    | 64                    | 68                    | 72                    | 76                    | 80                    | 84                    | 88                    | 92  | 96 | 00 | 04 | 08 | 12 | 16 |
| ----------- | ---- | ----------- | ----------- | ----------- | ----------- | ----------- | ----------- | --------------------- | --------------------- | --------------------- | --------------------- | --------------------- | --------------------- | --------------------- | --------------------- | --------------------- | --------------------- | --------------------- | --------------------- | --------------------- | --------------------- | --------------------- | --------------------- | --------------------- | --------------------- | --- | -- | -- | -- | -- | -- | -- |
| Oman        | OMA  |             |             |             |             |             |             |                       |                       |                       |                       |                       |                       |                       |                       |                       |                       |                       |                       |                       |                       |                       |                       | •                     | •                     | •   | •  | •  | •  | •  | •  | •  |
| Ouganda     | UGA  |             |             |             |             |             |             |                       |                       |                       |                       |                       |                       | •                     | •                     | •                     | •                     | •                     |                       | •                     | •                     | •                     | •                     | •                     | •                     | •   | •  | •  | •  |    |    |    |
| Ouzbékistan | UZB  | voir Russie | voir Russie | voir Russie | voir Russie | voir Russie | voir Russie | voir Union soviétique | voir Union soviétique | voir Union soviétique | voir Union soviétique | voir Union soviétique | voir Union soviétique | voir Union soviétique | voir Union soviétique | voir Union soviétique | voir Union soviétique | voir Union soviétique | voir Union soviétique | voir Union soviétique | voir Union soviétique | voir Union soviétique | voir Union soviétique | voir Union soviétique | voir Union soviétique | [U] | •  | •  | •  | •  | •  | •  |

#### P
| Pays                      | Code | 96 | 00     | 04 | 08 | 12 | 16 | 20 | 24 | 28 | 32 | 36 | 40 | 44  | 48 | 52 | 56 | 60 | 64 | 68 | 72 | 76 | 80 | 84 | 88 | 92 | 96 | 00 | 04 | 08 | 12 | 16 |
| ------------------------- | ---- | -- | ------ | -- | -- | -- | -- | -- | -- | -- | -- | -- | -- | --- | -- | -- | -- | -- | -- | -- | -- | -- | -- | -- | -- | -- | -- | -- | -- | -- | -- | -- |
| Pakistan                  | PAK  |    |        |    |    |    |    |    |    |    |    |    | •  | •   | •  | •  | •  | •  | •  | •  |    | •  | •  | •  | •  | •  | •  | •  | •  | •  | •  | •  |
| Palaos                    | PLW  |    |        |    |    |    |    |    |    |    |    |    |    |     |    |    |    |    |    |    |    |    |    |    | •  | •  | •  | •  | •  | •  | •  |    |
| Palestine                 | PLE  |    |        |    |    |    |    |    |    |    |    |    |    |     |    |    |    |    |    |    |    |    |    | •  | •  | •  | •  | •  | •  | •  | •  |    |
| Panama                    | PAN  |    |        |    |    |    |    |    | •  |    |    | •  | •  |     | •  | •  | •  | •  | •  |    | •  | •  | •  | •  | •  | •  | •  | •  | •  | •  | •  |    |
| Papouasie-Nouvelle-Guinée | PNG  |    |        |    |    |    |    |    |    |    |    |    |    |     |    |    |    |    | •  |    | •  | •  | •  | •  | •  | •  | •  | •  | •  | •  | •  |    |
| Paraguay                  | PAR  |    |        |    |    |    |    |    |    |    |    |    |    |     |    |    | •  | •  | •  |    | •  | •  | •  | •  | •  | •  | •  | •  | •  | •  | •  |    |
| Pays-Bas                  | NED  |    | •      |    | •  | •  | •  | •  | H  | •  | •  | •  | •  | [L] | •  | •  | •  | •  | •  | •  | •  | •  | •  | •  | •  | •  | •  | •  | •  | •  | •  |    |
| Pérou                     | PER  |    | [ 28 ] |    |    |    |    |    |    |    | •  | •  |    | •   | •  | •  | •  | •  | •  | •  | •  | •  | •  | •  | •  | •  | •  | •  | •  | •  | •  |    |
| Philippines               | PHI  |    |        |    |    |    |    | •  | •  | •  | •  | •  | •  | •   | •  | •  | •  | •  | •  |    | •  | •  | •  | •  | •  | •  | •  | •  | •  | •  | •  |    |
| Pologne                   | POL  |    |        |    |    |    |    | •  | •  | •  | •  | •  | •  | •   | •  | •  | •  | •  | •  | •  |    | •  | •  | •  | •  | •  | •  | •  | •  | •  | •  |    |
| Portugal                  | POR  |    |        |    |    | •  | •  | •  | •  | •  | •  | •  | •  | •   | •  | •  | •  | •  | •  | •  | •  | •  | •  | •  | •  | •  | •  | •  | •  | •  | •  |    |
| Porto Rico                | PUR  |    |        |    |    |    |    |    |    |    |    | •  | •  | •   | •  | •  | •  | •  | •  | •  | •  | •  | •  | •  | •  | •  | •  | •  | •  | •  | •  |    |

#### Q
| Pays  | Code | 96 | 00 | 04 | 08 | 12 | 16 | 20 | 24 | 28 | 32 | 36 | 40 | 44 | 48 | 52 | 56 | 60 | 64 | 68 | 72 | 76 | 80 | 84 | 88 | 92 | 96 | 00 | 04 | 08 | 12 | 16 |
| ----- | ---- | -- | -- | -- | -- | -- | -- | -- | -- | -- | -- | -- | -- | -- | -- | -- | -- | -- | -- | -- | -- | -- | -- | -- | -- | -- | -- | -- | -- | -- | -- | -- |
| Qatar | QAT  |    |    |    |    |    |    |    |    |    |    |    |    |    |    |    |    |    |    |    |    |    |    | •  | •  | •  | •  | •  | •  | •  | •  | •  |

#### R
| Pays     | Code | 96 | 00 | 04 | 08 | 12 | 16                    | 20                    | 24                    | 28                    | 32                    | 36                    | 40                    | 44                    | 48                    | 52                    | 56                    | 60                    | 64                    | 68                    | 72                    | 76                    | 80                    | 84                    | 88  | 92 | 96 | 00 | 04 | 08 | 12 | 16 |
| -------- | ---- | -- | -- | -- | -- | -- | --------------------- | --------------------- | --------------------- | --------------------- | --------------------- | --------------------- | --------------------- | --------------------- | --------------------- | --------------------- | --------------------- | --------------------- | --------------------- | --------------------- | --------------------- | --------------------- | --------------------- | --------------------- | --- | -- | -- | -- | -- | -- | -- | -- |
| Roumanie | ROU  |    | •  |    |    |    |                       |                       | •                     | •                     |                       | •                     |                       |                       |                       | •                     | •                     | •                     | •                     | •                     | •                     | •                     | •                     | •                     | •   | •  | •  | •  | •  | •  | •  | •  |
| Russie   | RUS  |    | •  |    | •  | •  | voir Union soviétique | voir Union soviétique | voir Union soviétique | voir Union soviétique | voir Union soviétique | voir Union soviétique | voir Union soviétique | voir Union soviétique | voir Union soviétique | voir Union soviétique | voir Union soviétique | voir Union soviétique | voir Union soviétique | voir Union soviétique | voir Union soviétique | voir Union soviétique | voir Union soviétique | voir Union soviétique | [U] | •  | •  | •  | •  | •  | •  |    |
| Rwanda   | RWA  |    |    |    |    |    |                       |                       |                       |                       |                       |                       |                       |                       |                       |                       |                       |                       |                       |                       |                       |                       | •                     | •                     | •   | •  | •  | •  | •  | •  | •  |    |

#### S
| Pays                            | Code | 96             | 00             | 04             | 08             | 12             | 16               | 20                   | 24                   | 28                   | 32                   | 36                   | 40                   | 44                   | 48                   | 52                   | 56                        | 60                        | 64                        | 68                        | 72                        | 76                        | 80                        | 84                        | 88                        | 92                   | 96               | 00             | 04             | 08             | 12             | 16             |
| ------------------------------- | ---- | -------------- | -------------- | -------------- | -------------- | -------------- | ---------------- | -------------------- | -------------------- | -------------------- | -------------------- | -------------------- | -------------------- | -------------------- | -------------------- | -------------------- | ------------------------- | ------------------------- | ------------------------- | ------------------------- | ------------------------- | ------------------------- | ------------------------- | ------------------------- | ------------------------- | -------------------- | ---------------- | -------------- | -------------- | -------------- | -------------- | -------------- |
| Saint-Christophe-et-Niévès      | SKN  |                |                |                |                |                |                  |                      |                      |                      |                      |                      |                      |                      |                      |                      |                           |                           |                           |                           |                           |                           |                           |                           |                           |                      | •                | •              | •              | •              | •              | •              |
| Sainte-Lucie                    | LCA  |                |                |                |                |                |                  |                      |                      |                      |                      |                      |                      |                      |                      |                      |                           |                           |                           |                           |                           |                           |                           | •                         | •                         | •                    | •                | •              | •              |                |                |                |
| Saint-Marin                     | SMR  |                |                |                |                |                |                  |                      |                      |                      |                      |                      |                      |                      | •                    |                      | •                         | •                         | •                         | •                         | •                         | •                         | •                         | •                         | •                         | •                    | •                | •              | •              |                |                |                |
| Saint-Vincent-et-les-Grenadines | VIN  |                |                |                |                |                |                  |                      |                      |                      |                      |                      |                      |                      |                      |                      |                           |                           |                           |                           |                           | •                         | •                         | •                         | •                         | •                    | •                | •              | •              |                |                |                |
| Salomon                         | SOL  |                |                |                |                |                |                  |                      |                      |                      |                      |                      |                      |                      |                      |                      |                           |                           |                           |                           | •                         | •                         | •                         | •                         | •                         | •                    | •                | •              | •              |                |                |                |
| Salvador                        | ESA  |                |                |                |                |                |                  |                      |                      |                      |                      |                      |                      |                      |                      |                      | •                         | •                         |                           |                           | •                         | •                         | •                         | •                         | •                         | •                    | •                | •              | •              |                |                |                |
| Samoa                           | SAM  |                |                |                |                |                |                  |                      |                      |                      |                      |                      |                      |                      |                      |                      |                           |                           |                           |                           | •                         | •                         | •                         | •                         | •                         | •                    | •                | •              | •              |                |                |                |
| Samoa américaines               | ASA  |                |                |                |                |                |                  |                      |                      |                      |                      |                      |                      |                      |                      |                      |                           |                           |                           |                           |                           | •                         | •                         | •                         | •                         | •                    | •                | •              | •              |                |                |                |
| Sao Tomé-et-Principe            | STP  |                |                |                |                |                |                  |                      |                      |                      |                      |                      |                      |                      |                      |                      |                           |                           |                           |                           |                           |                           |                           | •                         | •                         | •                    | •                | •              | •              |                |                |                |
| Sarre                           | SAA  | voir Allemagne | voir Allemagne | voir Allemagne | voir Allemagne | voir Allemagne | voir Allemagne   | voir Allemagne       | voir Allemagne       | voir Allemagne       | voir Allemagne       | voir Allemagne       | voir Allemagne       | voir Allemagne       | voir Allemagne       | •                    | voir Allemagne de l'ouest | voir Allemagne de l'ouest | voir Allemagne de l'ouest | voir Allemagne de l'ouest | voir Allemagne de l'ouest | voir Allemagne de l'ouest | voir Allemagne de l'ouest | voir Allemagne de l'ouest | voir Allemagne de l'ouest | voir Allemagne       | voir Allemagne   | voir Allemagne | voir Allemagne | voir Allemagne | voir Allemagne | voir Allemagne |
| Sénégal                         | SEN  |                |                |                |                |                |                  |                      |                      |                      |                      |                      |                      |                      |                      | •                    | •                         | •                         | •                         | •                         | •                         | •                         | •                         | •                         | •                         | •                    | •                | •              | •              | •              | •              |                |
| Serbie                          | SRB  |                |                |                |                | •              | voir Yougoslavie | voir Yougoslavie     | voir Yougoslavie     | voir Yougoslavie     | voir Yougoslavie     | voir Yougoslavie     | voir Yougoslavie     | voir Yougoslavie     | voir Yougoslavie     | voir Yougoslavie     | voir Yougoslavie          | voir Yougoslavie          | voir Yougoslavie          | voir Yougoslavie          | voir Yougoslavie          | voir Yougoslavie          | voir Yougoslavie          | voir Yougoslavie          | voir Yougoslavie          | voir Yougoslavie     | voir Yougoslavie | [X]            | •              | •              | •              |                |
| Seychelles                      | SEY  |                |                |                |                |                |                  |                      |                      |                      |                      |                      |                      |                      |                      |                      |                           |                           |                           |                           |                           | •                         | •                         |                           | •                         | •                    | •                | •              | •              | •              | •              |                |
| Sierra Leone                    | SLE  |                |                |                |                |                |                  |                      |                      |                      |                      |                      |                      |                      |                      |                      | •                         |                           |                           | •                         | •                         | •                         | •                         | •                         | •                         | •                    | •                | •              | •              |                |                |                |
| Singapour                       | SIN  |                |                |                |                |                |                  |                      |                      |                      |                      | •                    | •                    | •                    | •                    | [Q]                  | •                         | •                         | •                         |                           | •                         | •                         | •                         | •                         | •                         | •                    | •                | •              | •              | •              |                |                |
| Slovaquie                       | SVK  | voir Hongrie   | voir Hongrie   | voir Hongrie   | voir Hongrie   | voir Hongrie   | voir Hongrie     | voir Tchécoslovaquie | voir Tchécoslovaquie | voir Tchécoslovaquie | voir Tchécoslovaquie | voir Tchécoslovaquie | voir Tchécoslovaquie | voir Tchécoslovaquie | voir Tchécoslovaquie | voir Tchécoslovaquie | voir Tchécoslovaquie      | voir Tchécoslovaquie      | voir Tchécoslovaquie      | voir Tchécoslovaquie      | voir Tchécoslovaquie      | voir Tchécoslovaquie      | voir Tchécoslovaquie      | voir Tchécoslovaquie      | voir Tchécoslovaquie      | voir Tchécoslovaquie | •                | •              | •              | •              | •              | •              |
| Slovénie                        | SLO  |                |                |                |                |                |                  | voir Yougoslavie     | voir Yougoslavie     | voir Yougoslavie     | voir Yougoslavie     | voir Yougoslavie     | voir Yougoslavie     | voir Yougoslavie     | voir Yougoslavie     | voir Yougoslavie     | voir Yougoslavie          | voir Yougoslavie          | voir Yougoslavie          | voir Yougoslavie          | voir Yougoslavie          | voir Yougoslavie          | voir Yougoslavie          | voir Yougoslavie          | voir Yougoslavie          | •                    | •                | •              | •              | •              | •              | •              |
| Somalie                         | SOM  |                |                |                |                |                |                  |                      |                      |                      |                      |                      |                      |                      |                      |                      |                           |                           |                           | •                         |                           |                           | •                         | •                         |                           | •                    | •                | •              | •              | •              | •              |                |
| Soudan                          | SUD  |                |                |                |                |                |                  |                      |                      |                      |                      |                      |                      |                      | •                    |                      | •                         | •                         |                           |                           | •                         | •                         | •                         | •                         | •                         | •                    | •                | •              | •              |                |                |                |
| Soudan du Sud                   | SSD  |                |                |                |                |                |                  |                      |                      |                      |                      |                      |                      |                      |                      |                      |                           |                           |                           |                           |                           |                           |                           |                           |                           |                      |                  |                | •              |                |                |                |
| Sri Lanka                       | SRI  |                |                |                |                |                |                  |                      |                      |                      |                      | •                    | •                    | •                    | •                    | •                    | •                         | •                         |                           | •                         | •                         | •                         | •                         | •                         | •                         | •                    | •                | •              | •              |                |                |                |
| Suède                           | SWE  | •              | •              |                | •              | H              | •                | •                    | •                    | •                    | •                    | •                    | •                    | •                    | •                    | •                    | •                         | •                         | •                         | •                         | •                         | •                         | •                         | •                         | •                         | •                    | •                | •              | •              |                |                |                |
| Suisse                          | SUI  | •              | •              | •              | •              | •              | •                | •                    | •                    | •                    | •                    | •                    | •                    | [L]                  | •                    | •                    | •                         | •                         | •                         | •                         | •                         | •                         | •                         | •                         | •                         | •                    | •                | •              | •              |                |                |                |
| Suriname                        | SUR  |                |                |                |                |                |                  |                      |                      |                      |                      |                      |                      |                      | •                    |                      | •                         | •                         | •                         |                           | •                         | •                         | •                         | •                         | •                         | •                    | •                | •              | •              |                |                |                |
| Eswatini                        | SWZ  |                |                |                |                |                |                  |                      |                      |                      |                      |                      |                      |                      |                      |                      |                           | •                         |                           |                           | •                         | •                         | •                         | •                         | •                         | •                    | •                | •              | •              |                |                |                |
| Syrie                           | SYR  |                |                |                |                |                |                  |                      |                      |                      |                      | •                    |                      |                      | [O]                  |                      | •                         | •                         |                           | •                         | •                         | •                         | •                         | •                         | •                         | •                    | •                | •              | •              |                |                |                |

#### T
| Pays               | Code | 96                               | 00                               | 04                               | 08                               | 12                               | 16                               | 20                    | 24                    | 28                    | 32                    | 36                    | 40                    | 44                    | 48                    | 52                    | 56                    | 60                    | 64                    | 68                    | 72                    | 76                    | 80                    | 84                    | 88                    | 92                   | 96                        | 00                        | 04                        | 08                        | 12                        | 16                        |
| ------------------ | ---- | -------------------------------- | -------------------------------- | -------------------------------- | -------------------------------- | -------------------------------- | -------------------------------- | --------------------- | --------------------- | --------------------- | --------------------- | --------------------- | --------------------- | --------------------- | --------------------- | --------------------- | --------------------- | --------------------- | --------------------- | --------------------- | --------------------- | --------------------- | --------------------- | --------------------- | --------------------- | -------------------- | ------------------------- | ------------------------- | ------------------------- | ------------------------- | ------------------------- | ------------------------- |
| Tadjikistan        | TJK  | voir Russie                      | voir Russie                      | voir Russie                      | voir Russie                      | voir Russie                      | voir Russie                      | voir Union soviétique | voir Union soviétique | voir Union soviétique | voir Union soviétique | voir Union soviétique | voir Union soviétique | voir Union soviétique | voir Union soviétique | voir Union soviétique | voir Union soviétique | voir Union soviétique | voir Union soviétique | voir Union soviétique | voir Union soviétique | voir Union soviétique | voir Union soviétique | voir Union soviétique | voir Union soviétique | [U]                  | •                         | •                         | •                         | •                         | •                         | •                         |
| Tanzanie           | TAN  |                                  |                                  |                                  |                                  |                                  |                                  |                       |                       |                       |                       |                       |                       |                       |                       |                       |                       |                       | •                     | •                     | •                     |                       | •                     | •                     | •                     | •                    | •                         | •                         | •                         | •                         | •                         | •                         |
| Tchad              | CHA  |                                  |                                  |                                  |                                  |                                  |                                  |                       |                       |                       |                       |                       |                       |                       |                       | •                     | •                     | •                     |                       |                       | •                     | •                     | •                     | •                     | •                     | •                    | •                         | •                         | •                         |                           |                           |                           |
| République tchèque | CZE  | voir Autriche ou Bohême          | voir Autriche ou Bohême          | voir Autriche ou Bohême          | voir Autriche ou Bohême          | voir Autriche ou Bohême          | voir Autriche ou Bohême          | voir Tchécoslovaquie  | voir Tchécoslovaquie  | voir Tchécoslovaquie  | voir Tchécoslovaquie  | voir Tchécoslovaquie  | voir Tchécoslovaquie  | voir Tchécoslovaquie  | voir Tchécoslovaquie  | voir Tchécoslovaquie  | voir Tchécoslovaquie  | voir Tchécoslovaquie  | voir Tchécoslovaquie  | voir Tchécoslovaquie  | voir Tchécoslovaquie  | voir Tchécoslovaquie  | voir Tchécoslovaquie  | voir Tchécoslovaquie  | voir Tchécoslovaquie  | voir Tchécoslovaquie | •                         | •                         | •                         | •                         | •                         | •                         |
| Tchécoslovaquie    | TCH  | voir Autriche, Bohême ou Hongrie | voir Autriche, Bohême ou Hongrie | voir Autriche, Bohême ou Hongrie | voir Autriche, Bohême ou Hongrie | voir Autriche, Bohême ou Hongrie | voir Autriche, Bohême ou Hongrie | •                     | •                     | •                     | •                     | •                     |                       |                       | •                     | •                     | •                     | •                     | •                     | •                     | •                     | •                     | •                     |                       | •                     | •                    | Rép. tchèque et Slovaquie | Rép. tchèque et Slovaquie | Rép. tchèque et Slovaquie | Rép. tchèque et Slovaquie | Rép. tchèque et Slovaquie | Rép. tchèque et Slovaquie |
| Thaïlande          | THA  |                                  |                                  |                                  |                                  |                                  |                                  |                       |                       |                       |                       |                       |                       | •                     | •                     | •                     | •                     | •                     | •                     | •                     |                       | •                     | •                     | •                     | •                     | •                    | •                         | •                         | •                         | •                         |                           |                           |
| Timor oriental     | TLS  |                                  |                                  |                                  |                                  |                                  |                                  |                       |                       |                       |                       |                       |                       |                       |                       |                       |                       |                       |                       |                       |                       |                       |                       |                       | [W]                   | •                    | •                         | •                         | •                         |                           |                           |                           |
| Togo               | TOG  |                                  |                                  |                                  |                                  |                                  |                                  |                       |                       |                       |                       |                       |                       |                       |                       |                       |                       | •                     |                       |                       | •                     | •                     | •                     | •                     | •                     | •                    | •                         | •                         | •                         |                           |                           |                           |
| Tonga              | TGA  |                                  |                                  |                                  |                                  |                                  |                                  |                       |                       |                       |                       |                       |                       |                       |                       |                       |                       |                       |                       |                       | •                     | •                     | •                     | •                     | •                     | •                    | •                         | •                         | •                         |                           |                           |                           |
| Trinité-et-Tobago  | TRI  |                                  |                                  |                                  |                                  |                                  |                                  |                       |                       |                       |                       | •                     | •                     | •                     | [N]                   | •                     | •                     | •                     | •                     | •                     | •                     | •                     | •                     | •                     | •                     | •                    | •                         | •                         | •                         |                           |                           |                           |
| Tunisie            | TUN  |                                  |                                  |                                  |                                  |                                  |                                  |                       |                       |                       |                       |                       |                       |                       | •                     | •                     | •                     | •                     | [R]                   |                       | •                     | •                     | •                     | •                     | •                     | •                    | •                         | •                         | •                         |                           |                           |                           |
| Turquie            | TUR  |                                  |                                  |                                  | •                                | •                                | ×                                | •                     | •                     |                       | •                     | •                     | •                     | •                     | •                     | •                     | •                     | •                     | •                     | •                     |                       | •                     | •                     | •                     | •                     | •                    | •                         | •                         | •                         |                           |                           |                           |
| Turkménistan       | TKM  | voir Russie                      | voir Russie                      | voir Russie                      | voir Russie                      | voir Russie                      | voir Russie                      | voir Union soviétique | voir Union soviétique | voir Union soviétique | voir Union soviétique | voir Union soviétique | voir Union soviétique | voir Union soviétique | voir Union soviétique | voir Union soviétique | voir Union soviétique | voir Union soviétique | voir Union soviétique | voir Union soviétique | voir Union soviétique | voir Union soviétique | voir Union soviétique | voir Union soviétique | voir Union soviétique | [U]                  | •                         | •                         | •                         | •                         | •                         | •                         |
| Tuvalu             | TUV  |                                  |                                  |                                  |                                  |                                  |                                  |                       |                       |                       |                       |                       |                       |                       |                       |                       |                       |                       |                       |                       |                       |                       |                       |                       |                       |                      |                           |                           |                           | •                         | •                         | •                         |

#### U
| Pays             | Code | 96          | 00          | 04          | 08          | 12          | 16          | 20                    | 24                    | 28                    | 32                    | 36                    | 40                    | 44                    | 48                    | 52                    | 56                    | 60                    | 64                    | 68                    | 72                    | 76                    | 80                    | 84                    | 88                    | 92  | 96 | 00 | 04 | 08 | 12 | 16 |
| ---------------- | ---- | ----------- | ----------- | ----------- | ----------- | ----------- | ----------- | --------------------- | --------------------- | --------------------- | --------------------- | --------------------- | --------------------- | --------------------- | --------------------- | --------------------- | --------------------- | --------------------- | --------------------- | --------------------- | --------------------- | --------------------- | --------------------- | --------------------- | --------------------- | --- | -- | -- | -- | -- | -- | -- |
| Ukraine          | UKR  | voir Russie | voir Russie | voir Russie | voir Russie | voir Russie | voir Russie | voir Union soviétique | voir Union soviétique | voir Union soviétique | voir Union soviétique | voir Union soviétique | voir Union soviétique | voir Union soviétique | voir Union soviétique | voir Union soviétique | voir Union soviétique | voir Union soviétique | voir Union soviétique | voir Union soviétique | voir Union soviétique | voir Union soviétique | voir Union soviétique | voir Union soviétique | voir Union soviétique | [U] | •  | •  | •  | •  | •  | •  |
| Union soviétique | URS  | voir Russie | voir Russie | voir Russie | voir Russie | voir Russie | voir Russie |                       |                       |                       |                       |                       |                       |                       |                       | •                     | •                     | •                     | •                     | •                     | •                     | •                     | H                     |                       | •                     | [U] |    |    |    |    |    |    |
| Uruguay          | URU  |             |             |             |             |             |             |                       | •                     | •                     | •                     | •                     | •                     | •                     | •                     | •                     | •                     | •                     | •                     | •                     |                       | •                     | •                     | •                     | •                     | •   | •  | •  | •  | •  |    |    |

#### V
| Pays                        | Code | 96 | 00 | 04 | 08 | 12 | 16 | 20 | 24 | 28 | 32 | 36 | 40 | 44 | 48 | 52 | 56 | 60 | 64 | 68 | 72 | 76 | 80 | 84 | 88 | 92 | 96 | 00 | 04 | 08 | 12 | 16 |
| --------------------------- | ---- | -- | -- | -- | -- | -- | -- | -- | -- | -- | -- | -- | -- | -- | -- | -- | -- | -- | -- | -- | -- | -- | -- | -- | -- | -- | -- | -- | -- | -- | -- | -- |
| Vanuatu                     | VAN  |    |    |    |    |    |    |    |    |    |    |    |    |    |    |    |    |    |    |    |    |    |    |    | •  | •  | •  | •  | •  | •  | •  | •  |
| Venezuela                   | VEN  |    |    |    |    |    |    |    |    |    |    | •  | •  | •  | •  | •  | •  | •  | •  | •  | •  | •  | •  | •  | •  | •  | •  | •  | •  |    |    |    |
| Viêt Nam                    | VIE  |    |    |    |    |    |    |    |    |    |    |    | •  | •  | •  | •  | •  | •  |    | •  |    | •  | •  | •  | •  | •  | •  | •  | •  |    |    |    |
| Îles Vierges des États-Unis | ISV  |    |    |    |    |    |    |    |    |    |    |    |    |    |    |    | •  | •  | •  |    | •  | •  | •  | •  | •  | •  | •  | •  | •  |    |    |    |
| Îles Vierges britanniques   | IVB  |    |    |    |    |    |    |    |    |    |    |    |    |    |    |    |    |    |    |    | •  | •  | •  | •  | •  | •  | •  | •  | •  |    |    |    |

#### Y
| Pays          | Code | 96 | 00 | 04 | 08 | 12 | 16 | 20 | 24 | 28 | 32 | 36 | 40 | 44 | 48 | 52 | 56 | 60 | 64 | 68 | 72   | 76   | 80 | 84  | 88   | 92 | 96 | 00 | 04 | 08 | 12 | 16 |
| ------------- | ---- | -- | -- | -- | -- | -- | -- | -- | -- | -- | -- | -- | -- | -- | -- | -- | -- | -- | -- | -- | ---- | ---- | -- | --- | ---- | -- | -- | -- | -- | -- | -- | -- |
| Yémen         | YEM  |    |    |    |    |    |    |    |    |    |    |    |    |    |    |    |    |    |    |    |      |      |    | [S] | [S]  | •  | •  | •  | •  | •  | •  | •  |
| Yémen du Sud  | YMD  |    |    |    |    |    |    |    |    |    |    |    |    |    |    |    |    |    |    |    |      |      |    |     | •[S] |    |    |    |    |    |    |    |
| Yémen du Nord | YAR  |    |    |    |    |    |    |    |    |    |    |    |    |    |    |    |    |    |    |    | •[S] | •[S] |    |     |      |    |    |    |    |    |    |    |
| Yougoslavie   | YUG  |    |    |    |    |    | •  | •  | •  | •  | •  | •  | •  | •  | •  | •  | •  | •  | •  | •  | •    | •    |    |     |      |    |    |    |    |    |    |    |

#### Z
| Pays     | Code | 96 | 00 | 04 | 08 | 12 | 16 | 20 | 24 | 28 | 32 | 36 | 40 | 44 | 48 | 52 | 56 | 60 | 64 | 68 | 72 | 76 | 80 | 84 | 88 | 92 | 96 | 00 | 04 | 08 | 12 | 16 |
| -------- | ---- | -- | -- | -- | -- | -- | -- | -- | -- | -- | -- | -- | -- | -- | -- | -- | -- | -- | -- | -- | -- | -- | -- | -- | -- | -- | -- | -- | -- | -- | -- | -- |
| Zambie   | ZAM  |    |    |    |    |    |    |    |    |    |    |    |    |    |    |    |    |    | •  | •  | •  |    | •  | •  | •  | •  | •  | •  | •  | •  | •  | •  |
| Zimbabwe | ZIM  |    |    |    |    |    |    |    | •  |    |    |    |    |    | •  | •  |    |    |    | •  | •  | •  | •  | •  | •  | •  | •  | •  | •  |    |    |    |